# Sadowiec-Wrzosy
Sadowiec-Wrzosy – kolonia w Polsce położona w województwie łódzkim, w powiecie pajęczańskim, w gminie Działoszyn.
W latach 1975–1998 miejscowość administracyjnie należała do województwa sieradzkiego.